# L'Érable
A Regionalidade Municipal do Condado de L'Érable está situada na região de Centre-du-Québec na província canadense de Quebec. Com uma área de mais de mil quilómetros quadrados, tem, segundo o censo de 2006, uma população de cerca de vinte e três mil pessoas sendo comandada pela cidade de Plessisville. Ela é composta por 11 municipalidades: 2 cidades, 6 municípios e 3 freguesias.

## Municipalidades

### Cidade
- Plessisville
- Princeville

### Municípios
- Inverness
- Laurierville
- Lyster
- Sainte-Sophie-d'Halifax
- Saint-Ferdinand
- Villeroy

### Freguesias
- Notre-Dame-de-Lourdes
- Plessisville
- Saint-Pierre-Baptiste